# Sölden
Sölden es una localidad del distrito de Imst, en el estado de Tirol, Austria, con una población estimada a principio del año 2018 de 3145 habitantes. 
Se encuentra ubicada al oeste de la ciudad de Innsbruck —la capital del estado—, cerca de la frontera con Alemania, al norte, y con Italia, al sur. En su estación de esquí se disputa un evento de la Copa del Mundo de Esquí Alpino.